# Moorea
Moorea (Tahitiaans: Mo’orea) is een Frans-Polynesisch eiland, behorende tot de Genootschapseilanden in de Stille Oceaan. Het ligt 17 km ten westen van Tahiti. De belangrijkste vorm van inkomsten is het toerisme en het is een echte huwelijksreisbestemming.
De naam Moorea betekent "gele hagedis".

## Geschiedenis
Het eiland werd in 1767 ontdekt door Samuel Wallis. Hij ging hier niet aan land. Hij noemde het eiland naar de Hertog van York.
In 1777 bezocht James Cook Moorea. In 1817 vestigden Engelse missionarissen zich op het eiland om de bewoners te bekeren en er een suiker- en textielfabriek te stichten.
In 1843 werd Moorea bij Frans-Polynesië gevoegd.

## Bereikbaarheid
Moorea heeft een eigen vliegveldje en een vliegverbinding met Tahiti, dat een internationaal vliegveld heeft.

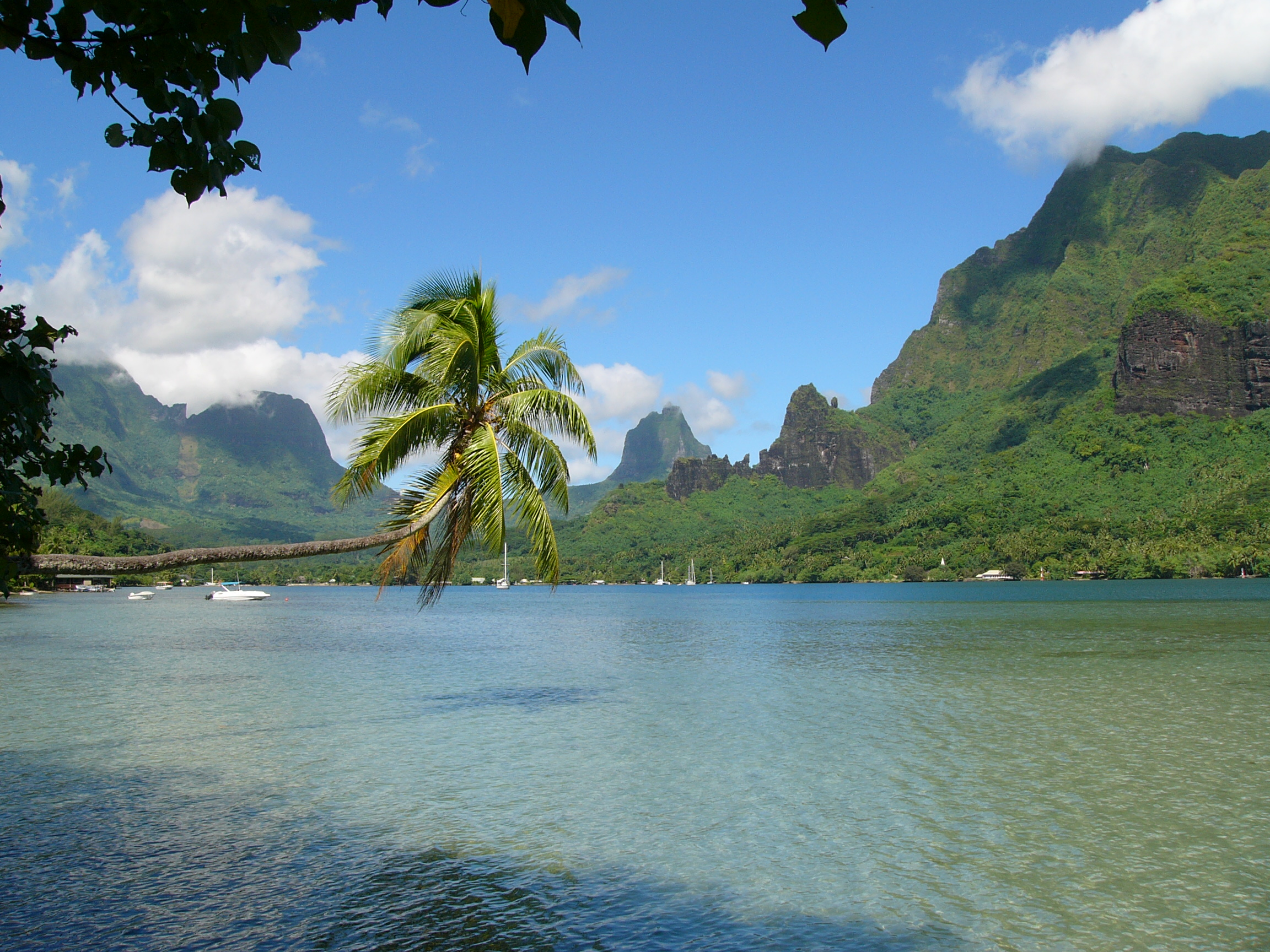
Cook Bay

Bovenwindse Eilanden:
Maiao ·
Mehetia ·
Moorea ·
Tahiti ·
Tetiaroa
Benedenwindse Eilanden:
Bora Bora ·
Huahine ·
Manuae ·
Maupihaa ·
Maupiti ·
Motu One ·
Raiatea ·
Tahaa ·
Tupai